# Upton Castle
Upton Castle er en middelalderborg eller befæstet herregård fra 1200-tallet, der ligger nær Cosheston, Pembrokeshire i Wales. I 1811 blev bygningen beskreve tsom en ruin af Nicholas Carlisle.
Den er i dag i privateje, men parken omkring Upton Castle er åben for offentligheden.